# (61) Dànae
Danaë és l'asteroide núm. 61 de la sèrie. Fou descobert per en Hermann Mayer Salomon Goldschmidt (1802-1866) a París el 9 de setembre del 1860. És un asteroide força gran i rocós del cinturó principal. Se li suposa un satèl·lit natural des del 1985 atesa les dades de la corba lluminosa ("lightcurve") El seu nom es deu a Dànae, la mare de Perseu de la mitologia grega.